# 犁式除雪车

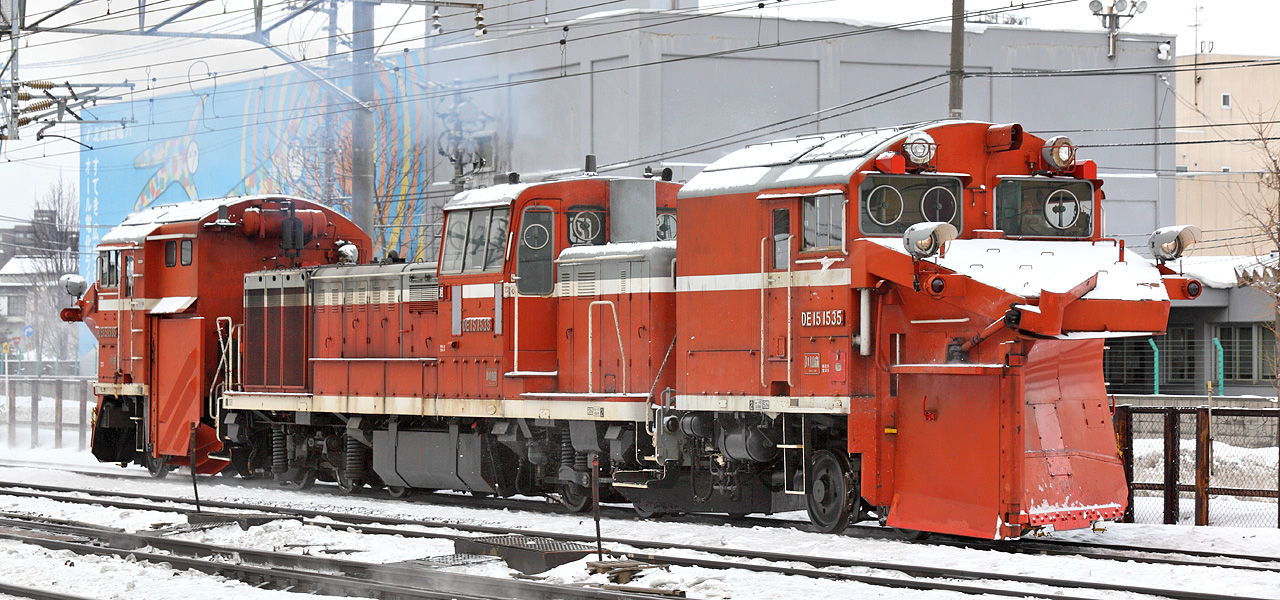
日本的DE15型犁式除雪车

犁式除雪车（英語：Wedge plow）是一种用来消除线路积雪的铁路车辆，是在冬季保障降雪区铁路畅通的重要工具。犁式除雪车的前端装有俗称“雪铲”的犁板式除雪装置，犁板结构可以分为单向犁式、V型犁式、侧翼板式等，除雪作业时以直线运动为主。单向犁式的犁板只向一个选定的方向倾斜，因而只会向线路其中一侧排雪，适用于以较高速度清除新降薄积雪。V型犁式具有左右对称结构的“V”字形犁板，使其在除雪作业中能够向两边同时排雪，V型犁式一般被应用于单线铁路的除雪作业，如果用于复线铁路则会出现将一条线路的积雪清除到另一条线路的情况。部分除雪车的侧面还装有俗称侧铲的侧翼板，主要是为了进行加大除雪宽度或阶梯作业等某些特殊除雪作业。为了获得最佳的除雪效能，一些除雪车同时结合了上述几种犁板的特点。
犁式除雪车是在19世纪中叶由美国西部的铁路公司所发明，最初是以蒸汽机车为动力并且只可以单方向作业。在英國，第一架犁式除雪車是在1891年的英國東北鐵路（NER）使用，NER 稱它為 snow plough（雪犁），該雪犁車保存在大英鐵路博物館希爾登分館。至20世纪中叶以后随着蒸汽机车的淘汰，以柴油机车为动力及具有双向作业能力的新型犁式除雪车日益增多。犁式除雪车的主要优点是结构简单、造价经济、性能可靠，但由于犁板在排雪的同时随着除雪车的前进而压缩线路积雪，因此对所用的机车要求具有较大的牵引力。20世纪中期以后，犁式除雪车逐渐被除雪效率较高的旋转式除雪车所取代。

## 參看
- 扫雪机
- 旋转式除雪车